# 陈家静
陈家静（1959年10月—），湖北潜江人，汉族，中国共产党党员。中华人民共和国政治人物、第十三届全国人民代表大会解放军和武警部队代表。

## 生平
歷任南部戰區政治工作部副主任、广州军区政治部副主任、驻港部队政治部副主任，是中共二十大代表。2018年，陈家静被选为解放军和武警部队出席第十三届全国人民代表大会代表。